# Zonosemata minuta
Zonosemata minuta är en tvåvingeart som beskrevs av Bush 1965. Zonosemata minuta ingår i släktet Zonosemata och familjen borrflugor.
Artens utbredningsområde är Jamaica. Inga underarter finns listade i Catalogue of Life.